# الدوري الألماني الشرقي 1956
الدوري الألماني الشرقي 1956 هو الموسم 10 من الدوري الألماني الشرقي. أقيم خلال الفترة 11 مارس 1956 وحتى 28 أكتوبر 1956، وأشرف على تنظيمه الاتحاد الأوروبي لكرة القدم، وكان عدد الأندية المشاركة فيه 14، وفاز فيه إرتسغيبيرغه آوه.